# Burggrafschaft Seeland
Die Burggrafschaft Seeland war ein erbliches Amt, das in Zeeland vom Beginn des 13. Bis zum Ende des 16. Jahrhunderts existierte. Amtsinhaber war bis zum Jahr 1372 der Herr von Voorne (dessen Besitz in Südholland lag), und ab Mitte des 15. Jahrhunderts die Familie der Herren von Kruiningen.
Der letzte Burggraf von Seeland war Johann VI. von Kruiningen, der 1559 starb; sein Sohn Maximilian, der letzte Angehörige der Familie († 1612), übernahm das Amt nicht, zumal es mittlerweile überflüssig geworden war: seit 1555 gab es mit Maximilian von Burgund einen Markgrafen von Veere und Vlissingen, ganz abgesehen davon, dass Seeland seit 1428 (nach langem Streit zwischen Flandern und Holland) im Besitz der Herzöge von Burgund bzw. deren Nachfolgern war, die sich durch den Statthalter von Holland und Seeland, wie z. B. Maximilian von Burgund, vertreten ließen.

## Burggrafen von Seeland
- Hugo, † vor 1216, dominus de Voorne, castellanus Zeelandiae
- Dietrich (Dirk), † 1228, dessen Bruder, Herr von Voorne, Burggraf von Seeland
- Heinrich (Hendrik), † 1259, dessen Sohn, 1247 Herr von Voorne, Burggraf von Seeland
- Albrecht, † 1287, dessen Sohn, 1259 Herr von Voorne, Burggraf von Seeland
- Gerhard, † 1337, dessen Sohn, 1296 Herr von Voorne, Burggraf von Seeland
- Mechtild, † 1372, dessen Tochter, 1337 Frau von Voorne, Burggräfin von Seeland; ⚭ I Dietrich Luf von Kleve Graf von Hülchrath, † 1332; ⚭ II Dietrich IV. von Valkenburg, X 1346; ohne Nachkommen

### Haus Kruiningen
- Adrian II., 1451/79 bezeugt, Herr zu Kruiningen, 1451/73 Burggraf von Seeland
- Johann V., † 1513, dessen Sohn, Herr zu Kruiningen, Burggraf von Seeland, Ritter des Ordens vom Goldenen Vlies
- Jost I., † 1543, dessen Sohn, Herr zu Kruiningen, Burggraf von Seeland
- Jost II., X 1547, dessen Sohn, Herr zu Kruiningen, Burggraf von Seeland
- Johann VI., † 1559, dessen Bruder, Herr zu Kruiningen, Burggraf von Seeland